# Sofie Krehl
Sofie Krehl (* 22. September 1995 in Kempten (Allgäu)) ist eine deutsche Skilangläuferin. Sie gehört seit 2016 dem Zoll-Ski-Team an. Ihr bisher größter Erfolg ist der Gewinn der Silbermedaille mit der 4 × 5-km-Staffel bei den Olympischen Winterspielen 2022.

## Werdegang
Krehl nahm 2014 im Fleimstal an den Juniorenweltmeisterschaften teil und wurde dort 35. im Sprint. Im Februar 2014 gab sie in Oberwiesenthal ihr Debüt im Alpencup, bei dem sie Elfte über 10 km klassisch wurde und mit der Freistilstaffel Platz zwei belegte. Bei den Juniorenweltmeisterschaften 2015 in Almaty gewann Krehl Bronze mit der Staffel und wurde Zehnte im Sprint sowie 27. im Skiathlon. Im Dezember 2015 erzielte sie in Prémanon mit Rang zehn über 10 km Freistil und Platz acht über 10 km klassisch ihre ersten Top-Ten-Platzierungen im Alpencup. Eine Woche später wurde Krehl in Hochfilzen Siebte im Sprint. Im Januar 2016 erreichte sie mit Rang vier über 10 km klassisch in Planica erstmals eine Platzierung unter den besten fünf. Im selben Monat lief sie in Nové Město ihr erstes Weltcuprennen und kam dabei auf den siebten Rang mit der Staffel. Einen Monat später wurde Krehl in Campra im Sprint erneut Vierte und erreichte als Dritte des 10-km-klassisch-Verfolgungsrennen ihre erste Podiumsplatzierung im Alpencup. Bei den U23-Weltmeisterschaften 2016 in Rasnov belegte sie den 24. Platz über 10 km klassisch und jeweils den achten Rang über 10 km Freistil und im Sprint. Zum Saisonende errang sie den siebten Platz in der Gesamtwertung des Alpencups. Zu Beginn der Saison 2016/17 startete sie in Davos erstmals im Weltcupeinzel und holte dabei mit dem 28. Platz im Sprint ihre ersten Punkte. Im weiteren Saisonverlauf erreichte sie im Alpencup vier Podestplatzierungen, darunter Platz eins im 10-km-Massenstartrennen in Goms und belegte damit den achten Platz in der Gesamtwertung. Bei den U23-Weltmeisterschaften 2017 in Soldier Hollow errang sie den 12. Platz im Skiathlon, den 11. Rang über 10 km Freistil und den fünften Platz im Sprint. Beim Saisonhöhepunkt den nordischen Skiweltmeisterschaften 2017 in Lahti errang sie den 17. Platz im Sprint und den 16. Platz im Skiathlon. Im März 2017 wurde sie bei den deutschen Skilanglaufmeisterschaften in Oberwiesenthal Dritte zusammen mit Lisa Scheufele im Teamsprint. Bei den Nordischen Skiweltmeisterschaften 2019 in Seefeld in Tirol lief sie auf den 28. Platz im Sprint und auf den 25. Rang im Skiathlon.
In der Saison 2020/21 belegte sie beim Ruka Triple den 37. Platz und bei den nordischen Skiweltmeisterschaften 2021 in Oberstdorf den 23. Platz im Sprint, den 22. Rang im 30-km-Massenstartrennen und den neunten Platz zusammen mit Victoria Carl im Teamsprint. In der folgenden Saison errang sie den 26. Platz bei der Tour de Ski 2021/22 und den 45. Platz im Gesamtweltcup. Beim Saisonhöhepunkt, den Olympischen Winterspielen 2022 in Peking, holte sie die Silbermedaille mit der Staffel. Zudem belegte sie dort den 17. Platz im Skiathlon und den 11. Rang im Sprint. Anfang April 2022 wurde sie deutsche Meisterin mit der Staffel.

## Siege bei Continental-Cup-Rennen
| Nr. | Datum             | Ort  | Disziplin                  | Serie    |
| --- | ----------------- | ---- | -------------------------- | -------- |
| 1.  | 18. Dezember 2016 | Goms | 10 km Freistil Massenstart | Alpencup |

## Teilnahmen an Weltmeisterschaften und Olympischen Winterspielen

### Olympische Spiele
- 2022 Peking: 2. Platz Staffel, 11. Platz Sprint Freistil, 17. Platz 15 km Skiathlon

### Nordische Skiweltmeisterschaften
- 2017 Lahti: 15. Platz 15 km Skiathlon, 17. Platz Sprint Freistil
- 2019 Seefeld in Tirol: 25. Platz 15 km Skiathlon, 28. Platz Sprint Freistil
- 2021 Oberstdorf: 9. Platz Teamsprint Freistil, 22. Platz 30 km klassisch Massenstart, 23. Platz Sprint klassisch
- 2023 Planica: 31. Platz 10 km Freistil, 31. Platz Sprint klassisch
- 2025 Trondheim: 25. Platz 50 km Freistil Massenstart, 26. Platz Sprint Freistil

## Statistik

### Weltcup-Platzierungen
Die Tabelle zeigt die erreichten Platzierungen im Einzelnen.
- 1.–3. Platz: Anzahl der Podiumsplatzierungen
- Top 10: Anzahl der Platzierungen unter den ersten zehn
- Punkteränge: Anzahl der Platzierungen innerhalb der Punkteränge
- Starts: Anzahl gelaufener Rennen in der jeweiligen Disziplin
- Hinweis: Bei den Distanzrennen erfolgt die Einordnung gemäß FIS.

| Platzierung               | Distanzrennen a | Distanzrennen a | Distanzrennen a | Distanzrennen a | Distanzrennen a | Skiathlon Verfolgung | Sprint | Etappen- rennen b | Gesamt | Team   | Team    |
| Platzierung               | ≤ 5 km          | ≤ 10 km         | ≤ 15 km         | ≤ 30 km         | > 30 km         | Skiathlon Verfolgung | Sprint | Etappen- rennen b | Gesamt | Sprint | Staffel |
| ------------------------- | --------------- | --------------- | --------------- | --------------- | --------------- | -------------------- | ------ | ----------------- | ------ | ------ | ------- |
| 1. Platz                  |                 |                 |                 |                 |                 |                      |        |                   |        |        |         |
| 2. Platz                  |                 |                 |                 |                 |                 |                      |        |                   |        |        |         |
| 3. Platz                  |                 |                 |                 |                 |                 |                      |        |                   |        |        |         |
| Top 10                    |                 |                 |                 |                 |                 |                      | 2      |                   | 2      | 8      | 5       |
| Punkteränge               | 1               | 19              |                 | 4               |                 | 6                    | 47     | 1                 | 78     | 9      | 5       |
| Starts                    | 1               | 29              |                 | 5               |                 | 11                   | 56     | 3                 | 105    | 9      | 5       |
| Stand: Saisonende 2024/25 |                 |                 |                 |                 |                 |                      |        |                   |        |        |         |

### Weltcupwertungen
| Saison  | Gesamt | Gesamt | Distanz | Distanz | Sprint | Sprint |
| Saison  | Punkte | Platz  | Punkte  | Platz   | Punkte | Platz  |
| ------- | ------ | ------ | ------- | ------- | ------ | ------ |
| 2016/17 | 37     | 72.    | 22      | 64.     | 15     | 62.    |
| 2017/18 | -      | -      | -       | -       | -      | -      |
| 2018/19 | 16     | 88.    | -       | -       | 16     | 55.    |
| 2019/20 | 63     | 57.    | 18      | 57.     | 45     | 40.    |
| 2020/21 | 81     | 51.    | 13      | 61.     | 68     | 23.    |
| 2021/22 | 106    | 45.    | 46      | 41.     | 40     | 42.    |
| 2022/23 | 620    | 34.    | 241     | 36.     | 379    | 21.    |
| 2023/24 | 276    | 56.    | 112     | 52.     | 164    | 39.    |
| 2024/25 | 490    | 37.    | 151     | 52.     | 339    | 21.    |

## Auszeichnungen
- 2022: Silbernes Lorbeerblatt[3]